# GRIA 3
Der ionotrope Glutamat-Rezeptor AMPA 3 (Syn. GRIA3) gehört zur Gruppe der AMPA-Rezeptoren. Er ist ein menschliches Protein.
Glutamat-Rezeptoren gehören zu den vorherrschenden exzitatorischen Neurotransmitter-Rezeptoren im Gehirn von Säugetieren. Sie sind heteromere Proteinkomplexe, die aus verschiedenen Untereinheiten bestehen. Jede Untereinheit besitzt eine transmembranäre Domäne. Sie bilden zusammen einen ligandengesteuerten Ionenkanal. Die Glutamat-Rezeptoren vom Typ GRIA 1-4 (auch GluR1-4) gehören aufgrund ihrer Aktivierbarkeit durch den Agonisten alpha-amino-3-hydroxy-5-methyl-4-isoxazole propionate zu den sogenannten AMPA-Rezeptoren. GRIA 3 wird auch auf Lymphozyten exprimiert und wurde als Kandidatengen für verschiedene Störungen gehandelt, unter anderem Rett-Syndrom, Rasmussen-Enzephalitis, bipolare Störung und das X-gebundene Mental-redardation-Syndrom Smith-Fineman-Myers-Syndrom.